# Бент, Джонни
Джон Пил «Джонни» Бент (англ. John Peale „Johnny“ Bent; 5 августа 1908, Иглс-Мер, Пенсильвания — 5 июня 2004, Лейк-Форест, Иллинойс) — американский хоккеист, нападающий; серебряный призёр зимних Олимпийских игр 1932 года.

## Биография
Окончил Кентскую школу в городе Кент (Коннектикут) в 1926 году. Выступал за команду школы и за команду Йельского университета вместе с Уинтропом Палмером. В Йельском университете играл в хоккей и бейсбол. В 1930—1932 годах выступал на любительском уровне. В составе сборной США по хоккею с шайбой стал серебряным призёром зимних Олимпийских игр 1932 года, сыграв шесть матчей и забросив три шайбы.
В годы Второй мировой войны Бент служил в Армии США, получил звание лейтенанта. Награждён Бронзовой звездой и медалью «Пурпурное сердце».